# Pettneu am Arlberg
Pettneu am Arlberg település Ausztriában, Tirolban a Landecki járásban található. Területe 56,8 km², lakosainak száma 1 451 fő, népsűrűsége pedig 26 fő/km² (2014. január 1-jén). A település 1222 méteres tengerszint feletti magasságban helyezkedik el.
A település részei: Pettneu am Arlberg (1099 fő) és  Schnann (347 fő, 2011. október 31-én)

## Fordítás
- Ez a szócikk részben vagy egészben  a   Pettneu am Arlberg című angol Wikipédia-szócikk ezen változatának fordításán alapul.  Az eredeti cikk szerkesztőit annak laptörténete sorolja fel. Ez a jelzés csupán a megfogalmazás eredetét és a szerzői jogokat jelzi, nem szolgál a cikkben szereplő információk forrásmegjelöléseként.